# 乙酸镁
乙酸镁，化学式(CH3COO)2Mg。

## 性质
无色易潮解结晶，溶于水和醇。

## 制备
由氧化镁与乙酸反应而得。
{\displaystyle \ MgO+2CH_{3}COOH\rightarrow (CH_{3}COO)_{2}Mg+H_{2}O}

## 用途
用于制备乙酸铀酰镁，后者是测定钠的试剂。